# Into Another
Into Another è un singolo del gruppo heavy metal statunitense Skid Row, pubblicato nel 1995 ed estratto dall'album Subhuman Race.
Il brano è stato scritto da Rachel Bolan e Dave Sabo.

## Tracce
1. Into Another (LP Version)
2. My Enemy (LP Version)
3. Firesign (Demo Version)